# Lacus Oblivionis

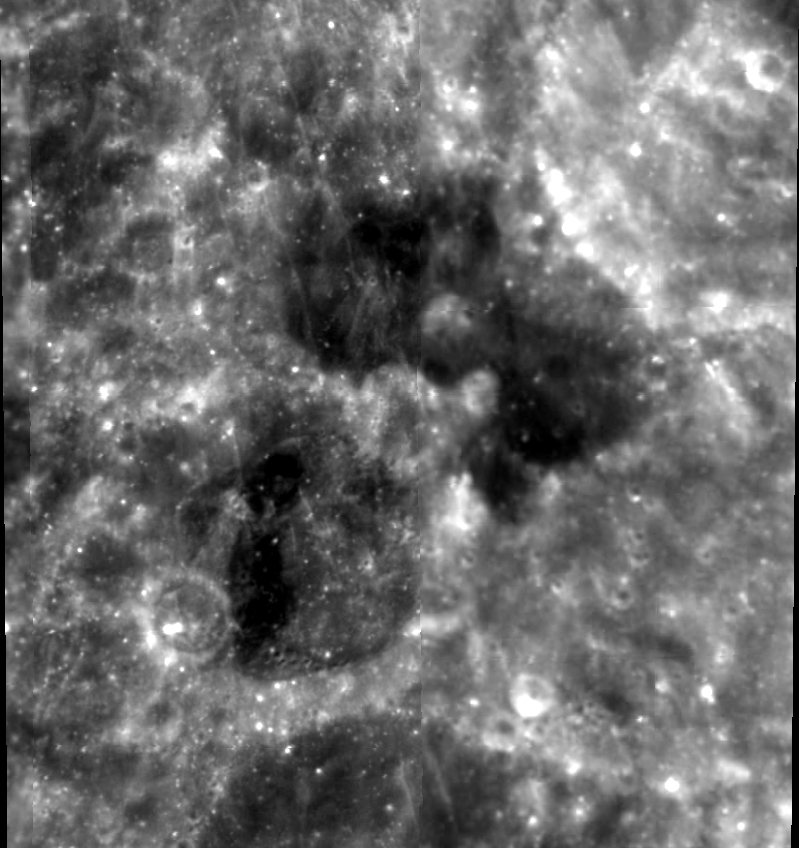
Lacus Oblivionis

Il Lacus Oblivionis ("Lago dell'oblio", in latino) è un piccolo mare lunare. Ha un'estensione di circa 50 km.